# Comuna Kînașiv, Tulciîn
Kînașiv (în ucraineană Кинашів) este o comună în raionul Tulciîn, regiunea Vinnița, Ucraina, formată din satele Kînașiv (reședința), Marusîne, Mazurivka și Nestervarka.

## Demografie
Componența lingvistică a satului Kînașiv
     Ucraineană (97,55%)
     Rusă (1,95%)
     Alte limbi (0,45%)
Conform recensământului din 2001, majoritatea populației satului Kînașiv era vorbitoare de ucraineană (97,55%), existând în minoritate și vorbitori de rusă (1,95%).